# Řády, vyznamenání a medaile Estonska

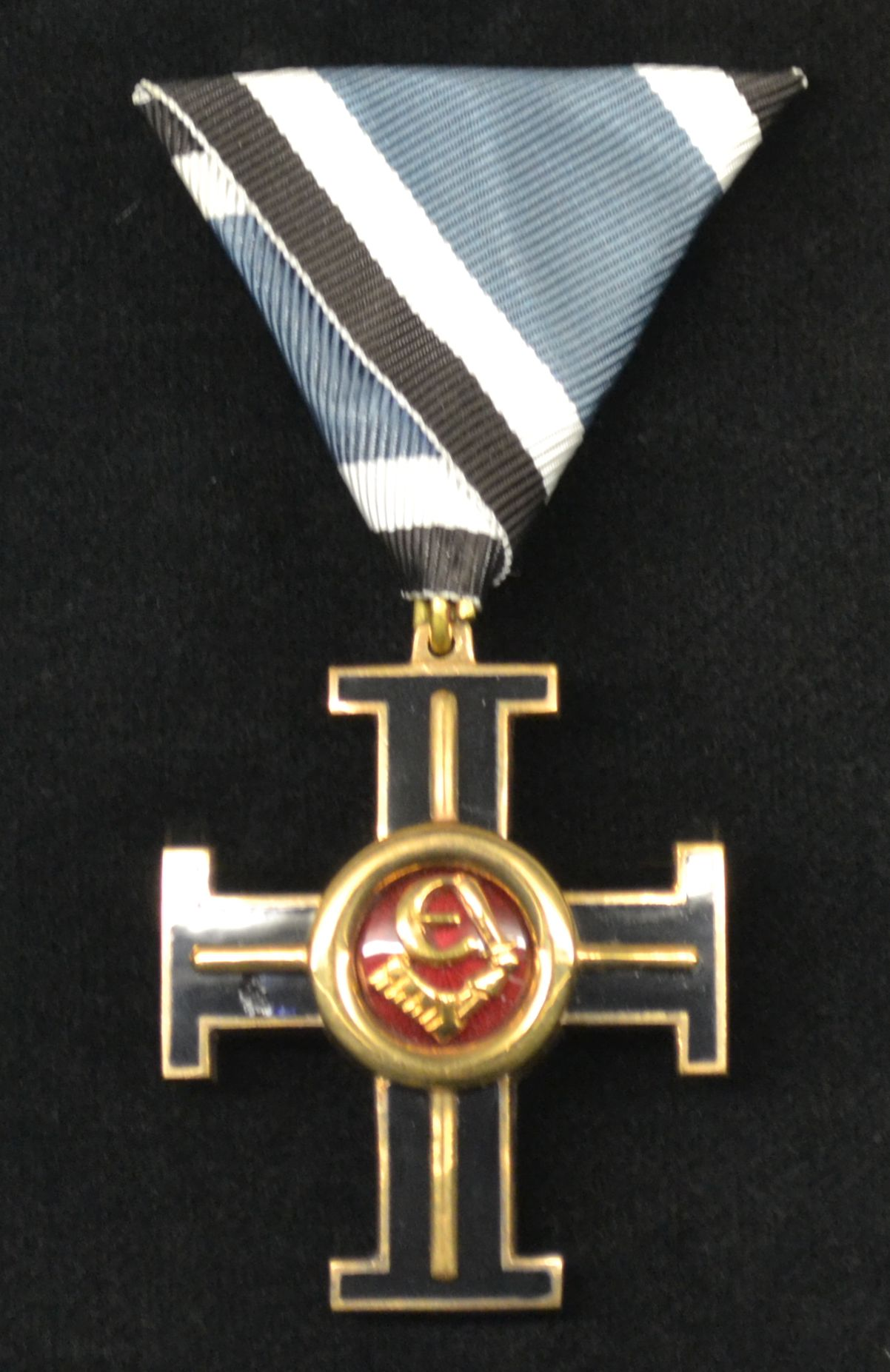
Kříž svobody

Řády, vyznamenání a medaile Estonska se dělí na státní, rezortní, obecní a další. Jako první byl v Estonsku založen Kříž svobody vytvořený v roce 1919. Od roku 1997 jsou státní vyznamenání Estonska řízeny podle Zákona o insigniích, který vstoupil v platnost dne 1. března 1997. Estonská vyznamenání udílí prezident Estonska na základě nominací Komise pro udílení vyznamenání.

## Historie
Se zřízením státních vyznamenání dne 7. října 1936 a přeměnou soukromých vyznamenání na vyznamenání státní vyvstala otázka, do jaké míry je udílení těchto ocenění v souladu s platnou estonskou ústavou, která zakazovala udílet medaile a vyznamenání občanům Estonska s výjimkou příslušníků ozbrojených sil, a to pouze v době války. Ministr spravedlnosti Johan Müller v důvodové zprávě k zákonu uvedl, že je zavedení nových řádů potřeba posuzovat v souvislostech. Podle estonské ústavy jsou si všichni estonští občané rovni. Ovšem vzhledem k tomu, že držitelé estonských státních řádů, nemají na rozdíl od předchozích ruských rytířských řádů uzákoněna žádná privilegia a jsou tak na úrovni příjemců diplomů a děkovných dopisů, tak jejich zřízení neporušovalo zásadu rovnosti občanů před zákonem.

## Státní vyznamenání
- Kříž svobody (Vabadusrist) byl založen dne 24. února 1919. Udílen byl do 19. června 1925.[1] Udílen byl občanům Estonska i cizincům za službu během estonské osvobozenecké války.[2] Podle zákona O udílení vyznamenání z 19. prosince 2007 je Kříž svobody nejvyšším estonským vojenským vyznamenáním a jeho udílení může být obnoveno v případě, že Estonsko vstoupí do ozbrojeného konfliktu s vnějším nepřítelem, který by ohrožoval nezávislost Estonska.[3][4]
- Řád státního znaku (Riigivapi teenetemärk) byl založen dne 7. října 1936. Založen byl na památku 24. února 1918, kdy Estonsko vyhlásilo nezávislost.[5] Udílen je výhradně občanům Estonska za speciální služby poskytnuté státu.[6]
- Řád kříže země Panny Marie (Maarjamaa Risti teenetemärk) byl založen dne 16. května 1995. Udílen je cizincům za zásluhy o Estonskou republiku.[7][8]
- Řád bílé hvězdy (Valgetähe teenetemärk) byl založen dne 7. října 1936. Udílen je občanům Estonska i cizincům za službu ve veřejné nebo místní správě a za zásluhy v oblasti hospodářství, vzdělávání, vědy, kultury, sportu či v jiné oblasti lidské činnosti.[9][10][11]
- Řád orlího kříže (Kotkaristi teenetemärk) byl založen dne 17. února 1928. Dne 13. září 1936 se vyznamenání stalo státním řádem. Udílen je vojenskému i civilnímu personálu za vojenskou službu a za službu na poli národní obrany.[12][13]
- Řád estonského červeného kříže (Eesti Punase Risti teenetemärk) byl založen roku 1920. Dne 7. října 1936 se vyznamenání stalo státním řádem. Udílen je za humanitární službu a za záchranu lidského života.[14][15]
- Pamětní medaile na estonskou osvobozeneckou válku (Eesti Vabadussõja mälestusmärk) byla založena dne 14. prosince 1920. Udílena byla účastníkům estonské osvobozenecké války v letech 1918–1920.

## Resortní vyznamenání

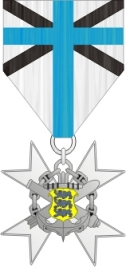
Námořní kříž

### Vyznamenání ministerstva obrany
- Řád obranných sil (Kaitseväe teenetemärk)
- Záslužný kříž obranných sil (Kaitseväe teeneterist
- Řád pozemních sil (Maaväe teenetemärk)
- Námořní kříž (Mereväe Rist) byl založen dne 11. září 1998 na počest 80. výročí estonského námořnictva. Udílen je za příkladnou a bezchybnou službu v estonském námořnictvu.
- Řád víry a vůle (Teenetemärk «Usk ja Tahe»)
- Služební kříž estonského letectva (Õhuväe teeneterist) je udíleno za aktivní bojovou službu v zájmu estonského letectva.

### Estonská liga obrany
- Bílý kříž Ligy obrany (Kaitseliidu Valgerist) byl založen dne 19. června 1929.
- Medaile za zásluhy Ligy obrany (Kaitseliidu teenetemedal) byla založena dne 30. září 1997.[16]

## Náboženská vyznamenání

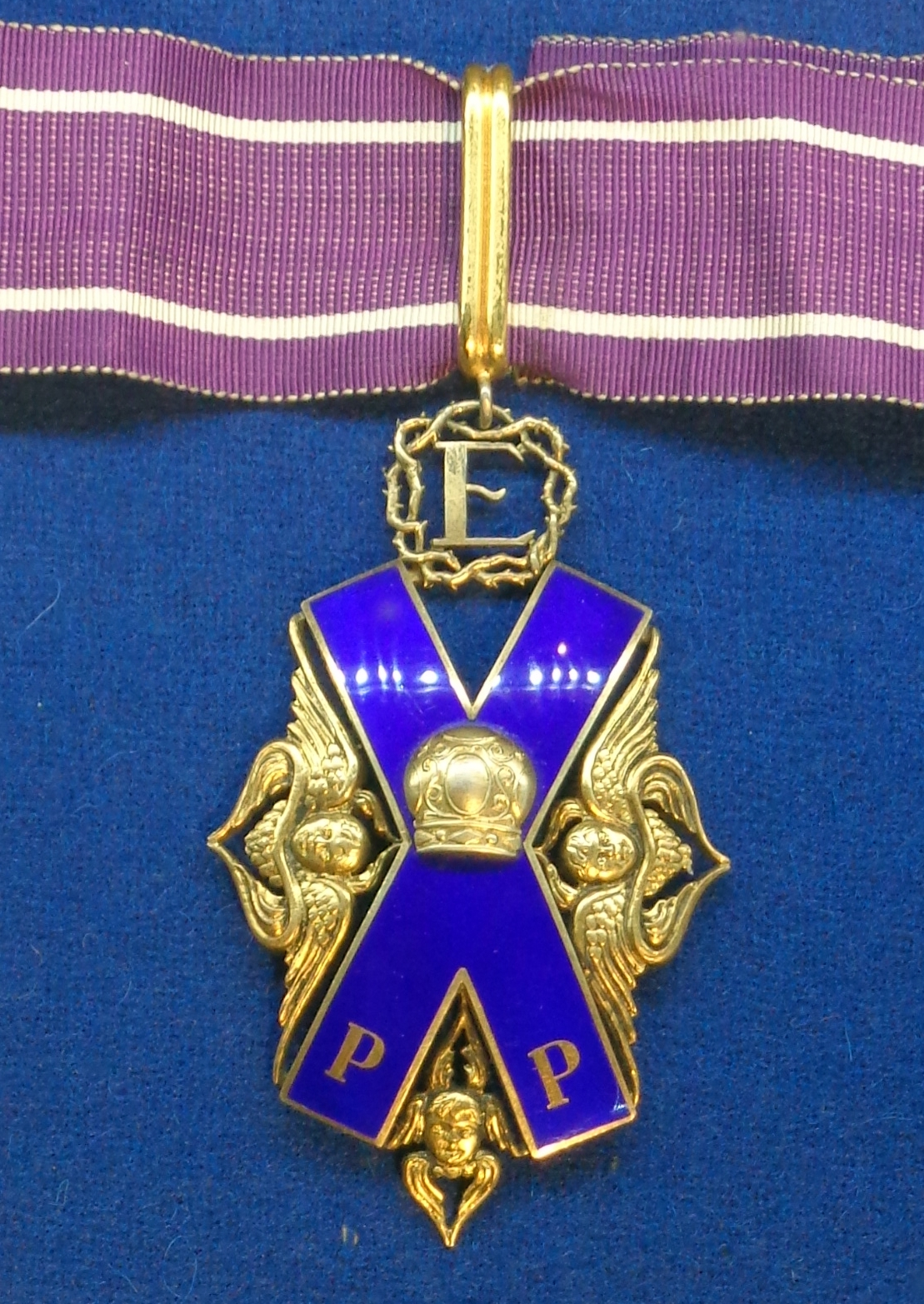
Řád biskupa Platóna estonské apoštolské pravoslavné církve

- Řád biskupa Platóna estonské apoštolské pravoslavné církve (Eesti Apostlik-Õigeusu Kiriku Piiskop Platoni orden) byl založen roku 1922. Jedná se o vyznamenání estonské apoštolské pravoslavné církve. Udílen je za službu ke slávě Boží a pro dobro estonské apoštolské pravoslavné církve.